# Jan Kuklík
Jan Kuklík (* 23. Juni 1940 in Prag; † 22. August 2009 in Prag) war ein tschechischer Neuzeithistoriker, Fachbuchautor und Hochschullehrer. Mit Antonín Klimek und Sohn Jan Kuklík gehört er zu den bedeutendsten Neuzeithistorikern Tschechiens.

## Leben und Wirken
Nach dem Geschichtsstudium, Studium der tschechischen Sprache und Literatur auf der Philosophischen Fakultät (Filozofická Fakulta) an der Karls-Universität Prag bildete sich Jan Kuklík als Aspirant in den Jahren 1964–1966 dort fort, promovierte im Jahr 1985 zum Doktor (Ph.D.) und im Jahr 1997 habilitierte er sich zum Professor der Geschichte an der Karls-Universität. Seit Ende der 1960er Jahre unterrichtete er an der Sommerschule für slawische Studien (Letní škola slovanských studií) und wurde im Jahr 1989 dort Direktor und Vorsitzender am Institut für böhmische Studien (Ustav bohemistických studií) – beide Filialen der Philosophischen Fakultät an der Karls-Universität.
Seit dem Jahr 2003 lehrte er Geschichte an der Fakultät für Bildungswissenschaften an der Jan-Evangelista-Purkyně-Universität Ústí nad Labem und seit 2006 dort Geschichte an der Philosophischen Fakultät.
Er erforschte die Geschichte der Tschechoslowakei, das Protektorat Böhmen und Mähren (1939–1945), das Münchner Abkommen vom 30. September 1938 und veröffentlichte einschlägige Werke, Monografien und Studien.
Sein Sohn Jan Kuklík ist ein Rechtshistoriker.

## Schriften (Auswahl)

### Monografien
- mit Jan Gebhart: Velké dějiny zemí Koruny české. Sv. XVa. 1938–1945. 1. vydání, Velké dějiny zemí Koruny české. Paseka, Praha - Litomyšl 2006, ISBN 80-7185-264-3.
- mit Jan Gebhart: Druhá republika 1938–1939. Svár demokracie a totality v politickém, společenském a kulturním životě. 1. vydání, Paseka, Praha - Litomyšl 2004, ISBN 80-7185-626-6.
- mit Jiři Hasil: Výbor z textů k dějinám českého myšlení. (A selection of texts to the history of Czech thought). 1. vydání, Karolinum, Praha 2000, ISBN 80-246-0042-0.

### Studien
- mit Jiři Hasil: Nástup K. H. Franka do čela okupační moci a správy v protektorátu Čechy a Morava. In: Přednášky z 51. běhu Letní školy slovanských studií. I. vyd., Přednášky z LŠSS. Praha 2008, UK v nakladatelství I.S.V.; S. 148–161, ISBN 978-80-86642-47-5.
- Úvahy nad biografiemi Emila Háchy. In: Přednášky z 51. běhu Letní školy slovanských studií. 1. vyd., Přednášky z LŠSS. Praha 2008, UK v nakladatelství I.S.V., S. 806–818, ISBN 978-80-86642-47-5.
- Antonín Hampl - pokus o politický portrét jedné z profilujících osobností československé sociální demokracie meziválečného období. In: Pocta profesoru Zdeňku Kárníkovi. 1. vydání, Karolinum, Praha 2003, S. 143–149, Editor Jiří Štaif, ISBN 80-246-0612-7.
- Česká domácí protinacistická rezistence a arizace židovského majetku. (Czech Home Antinazist Resistance and Aryanization of Jewish Property.) 1. vydání, Univerzita Karlova, Praha 2003, S. 236–264.
- Němci očima Čechů 1938–1943. (Germans vis-a-vis Czechs in the Years 1938–1943.) In: Česká společnost za velkých válek 20. století (pokus o komparaci). 1. vydání, Univerzita Karlova, Praha 2003, S. 57–76, Editoři: J. Gebhart, I.Šedivý, ISBN 80-246-0742-5.
- Život v Protektorátu Čechy a Morava. (Life in the Protectorate of Bohemia and Moravia.) In: XV. Letní škola historie. Padesátá a šedesátá léta včeskoslovenských i světových dějinách. 1. vydání, Porta linguarum, Praha 2003, S. 156–167, Editor: J.Kohnová, ISBN 80-86554-00-7.
- mit Jan Gebhart: Agónie politického života druhé republiky. (The Agony of Political Life in the Second Republik.) In: Slezský sborník. Ročník 101, číslo3, S. 271–284, ISSN 0037-6833:
- Změny v politickém systému druhé republiky. (Changes in the Political Systém of the Second Republick.) In: Letní škola historie. Nejnovější československé dějiny v kontextu obecných dějin. Vybraná témata v období od r. 1938 do poloviny padesátých let. 1. vydání, Porta linguarum, Praha 2002, S. 4–14, Editor: Kohnová, J., ISBN 80-901833-9-5.
- mit Jan Gebhart: Úsilí o obnovu československého státu a jeho podíl na společném boji velké koalice. (The Effort to Restore the Czekoslovak State and its Share in the Common Fight of the Great Coalition.) In: Od Velké Moravy k NATO. Český stát a střední Evropa. 1. vydání, Praha, 163–167, ISBN 80-86316-33-5.
- Němci očima Čechů a období protektorátu a druhé světové války. Několik dílčích pohledů na rozsáhlou problematiku. (Germans vis-a-vis Czechs in the Protectorate and during World War II. Several particular views on the extensive issue.) In: Přednášky zXLIV. Běhu Letní školy slovanských studií. 1. vydání, Univerzita Karlova, Praha 2001, S. 199–214, ISBN 80-7308-004-4.
- mit Jan Gebhart: Dva životy a jeden charakter. In: Alenka. K osmdesátinám Dr. Aleny Hájkové. Uspořádal Bořivoj Čelovský. Šenov u Ostravy 2004, S. 7–14, ISBN 80-86101-95-9.
- Mnichov a česká kultura. In: Přednášky XLVII. Běhu Letní školy slovanských studií. Editor: Kuklík, J., 1. vydání, Univerzita Karlova, Praha 2004, S. 228–240.

### Lehrbuch
- mit Jan Kuklík (Sohn): Dějepis pro gymnázia a střední školy. 4. 1. vydání, Praha 2002, ISBN 80-7235-175-3.